# Moderskapsstraff
Moderskapsstraffär ett sociologiskt begrepp för att beskriva effekterna på lön och upplevd kompetens som arbetande mödrar möter i förhållande till barnlösa kvinnor. Specifikt kan kvinnor drabbas av en lönenedsättning per barn, vilket resulterar i en löneskillnad mellan barnlösa kvinnor och mödrar som är större än skillnaden mellan män och kvinnor. Mödrar kan också drabbas av sämre utvärderingar på arbetsplatsen som indikerar att de är mindre engagerade i sitt arbete, mindre pålitliga och mindre auktoritära än icke-mödrar. Således kan mödrar uppleva nackdelar när det gäller anställning, lön och daglig arbetsupplevelse.

## Geografi
Dessa effekter har dokumenterats i över ett dussin industriländer, bland annat Japan, Sydkorea, Storbritannien, Polen och Australien. Fenomenet verkar inte minska med tiden.